# Fazioli
Fazioli Pianoforti — итальянский производитель элитных роялей.

## История

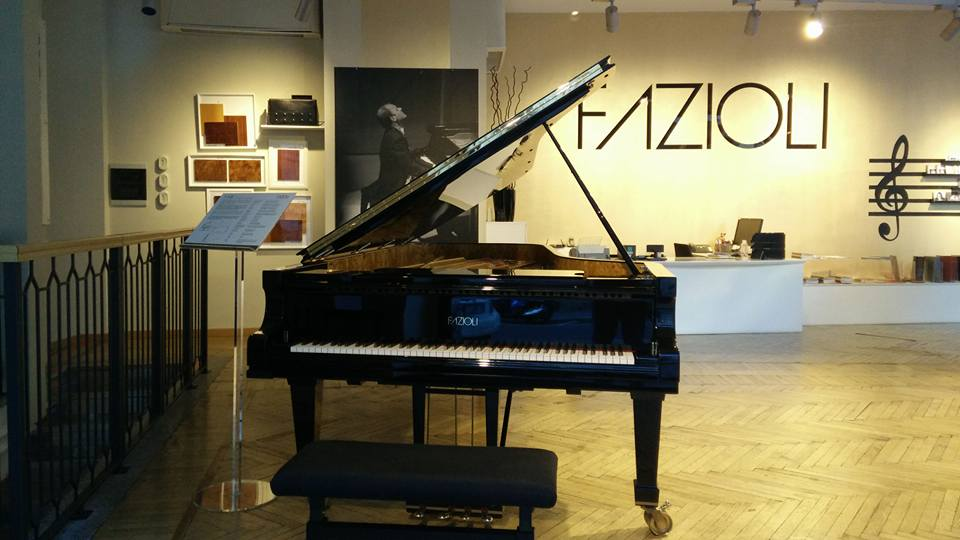
Модель Fazioli F308

Компания основана дипломированным инженером и профессиональным пианистом Паоло Фациоли (итал. Paolo Fazioli) в 1981 году. 
На новой фабрике, открытой в 2000 году в Сачиле (Порденоне), производят около 100 роялей в год. 
В 2001 году журнал «Экономист» (согласно данным самого производителя) приводил отзывы некоторых исполнителей о том, что рояли «Фациоли» — лучшие в мире.